# ユダヤ・イタリア語群
ユダヤ・イタリア語群（ユダヤ・イタリアごぐん、Judeo-Italian language varieties）とは、10世紀から20世紀にかけてローマや中部イタリア・北部イタリアで使用された、イタロ＝ロマンス諸語の呼称。別名イタルキ語。イタルキ語という呼び方は、1942年にゾーロモン・ビルンバウムが現代ヘブライ語で「イタリアの」を意味するitalki(t)から作った造語である。さらに遡ると、中世ヘブライ語の形容詞italki（「イタリックな」「ローマの」）が語源である。
歴史的に、イタリアのユダヤ人は自分たちの方言を「ラアズ」（ヘブライ語で「外国語」を意味する）あるいは「ラティーノ」「ヴォルガーレ」と呼んでいた。ゲットーの設立によりイタリア全土のユダヤ人社会が差別を受けるようになってからは、地元のユダヤ方言をゲッタヨーロ（ghettaiolo）と呼ぶようにもなった。

## 方言
ユダヤ・イタリア語群には、これらの方言がある。
- フェッラーラの　ユダヤ・フェッラーラ語
- フィレンツェの　ユダヤ・フィレンツェ語
- マントヴァの　ユダヤ・マントーヴァ語
- モーデナの　ユダヤ・モーデナ語
- ピエモンテの　ユダヤ・ピエモンテ語
- エミーリア＝ロマーニャのレッジョ・エリーミアの　ユダヤ・レッジア語
- ローマの　ユダヤ・ローマ語
- ヴェネーツィアの　ユダヤ・ヴェネーツィア語
- リヴォールノの　ユダヤ・リヴォールノ語（別名バジット。ユダヤ・スペイン語やユダヤ・ポルトガル語の要素を含む）

少なくとも二種類のユダヤ・イタリア語（サレンティーノとユダヤ・ヴェネーツィア語）に基づく言語が、ギリシアのコルフ島でも話されている。

## 特徴
ヘブライ語起源の動詞をイタリア語風に活用する点に特色がある。
（例）
- axlare（食べる）
- gannaviare（盗む）
- dabberare（喋る）
- lekhtire（行く）

また、特に日常語においてヘブライ語の語彙を取り入れることも特徴の一つである。ユダヤ・スペイン語やユダヤ・ドイツ語の語彙を取り入れることも広くおこなわれている。
ユダヤ・リヴォールノ語の場合は、ユダヤ・スペイン語やユダヤ・ポルトガル語の語彙の借用が目立つ。

## 話者
ユダヤ・イタリア語の基礎的な知識を持つ者は4000人足らず。流暢に使いこなせる者は、このうちごく一部である。